# Geddalamari, Muddebihal
Geddalamari là một làng thuộc tehsil Muddebihal, huyện Bijapur, bang Karnataka, Ấn Độ.